# 22843 Стверак
22843 Стверак (22843 Stverak) — астероїд головного поясу, відкритий 8 вересня 1999 року.
Тіссеранів параметр щодо Юпітера — 3,355.